# Pontia occidentalis
Pontia occidentalis är en fjärilsart som först beskrevs av Tryon Reakirt 1866.  Pontia occidentalis ingår i släktet Pontia och familjen vitfjärilar. Inga underarter finns listade i Catalogue of Life.

## Bildgalleri

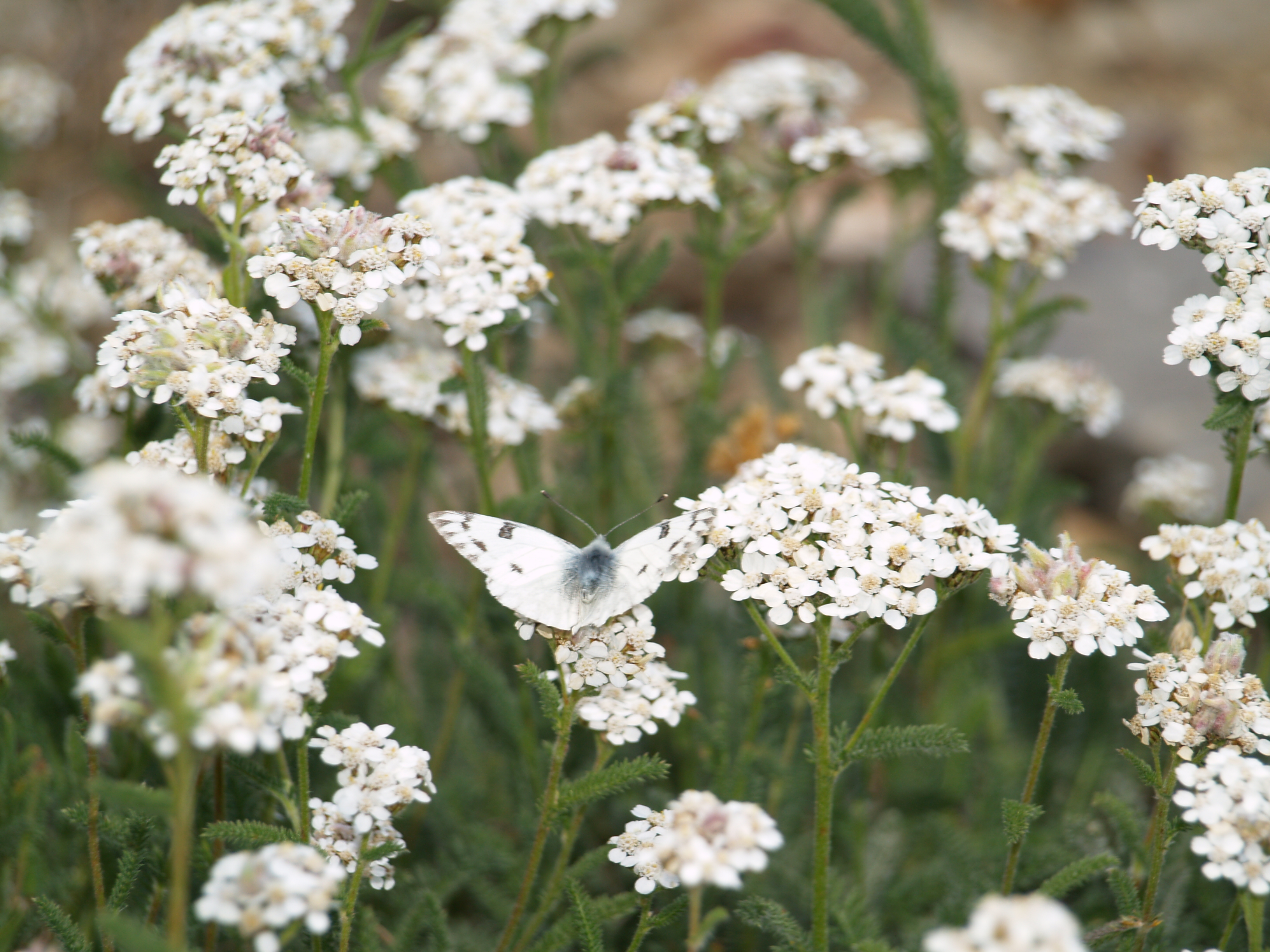